# Wilhelm K. Papenhoff
Gustav Wilhelm Karl Papenhoff (in Veröffentlichungen auch Wilhelm K. Papenhoff oder W. K. Papenhoff) (* 1913 oder 1914; † 26. Juli 1979) war ein deutscher Journalist. Von 1953 bis 1954 war er Vorsitzender der Bundespressekonferenz und von 1954 bis 1955 Pressechef der niedersächsischen Landesregierung. Zuletzt fungierte er als stellvertretender Studioleiter des Bonner Hörfunkstudios des Westdeutschen Rundfunks (WDR).